# CUE (アニメ制作会社)
株式会社CUE（キュー、英: CUE,Inc.）は、日本のアニメ制作会社。DMM.comグループに属する。

## 略歴
2023年3月30日、2017年よりアニメーションレーベル「DMM pictures」を設立しアニメーション作品において企画開発やライセンスビジネス、製作を行ってきたDMM.comが、より高品質なアニメを提供できる環境を追求することを目的に設立。
代表取締役社長にはプロダクション・アイジーの元執行役員・制作部長で『黒子のバスケ』『PSYCHO-PASSシリーズ』『アオアシ』などのアニメーションプロデューサーを務めた黒木類が就任した。
社名の「CUE」は、アフレコ現場で行われるスタートの合図「Cue」とビリヤードでボールを突き出す棒の呼称「Cue」に由来し、「生み出された作品がビリヤードのボールのように『ブレイク』され、世界中に広がっていくことへの期待」を込めている。
2024年12月18日に公開されたChroNoiRの楽曲「深愛」のMVで初のアニメーション制作を手掛ける。
2025年1月6日、東京都杉並区天沼2丁目5番10号に荻窪スタジオを開設。

## 作品

### MV
| 公開年 | アーティスト名 | 曲名 | 監督     | アニメーション プロデューサー |
| ------ | -------------- | ---- | -------- | ----------------------------- |
| 2024年 | ChroNoiR       | 深愛 | 井川麗奈 | - 黒木類 - 鶴田直一           |